# Caixa económica
As caixas econômicas (português brasileiro) ou caixas económicas (português europeu) são instituições de crédito cuja atividade principal é, nomeadamente, promover a ideia de poupança em amplos estratos da população, apoiar as pequenas e médias empresas com financiamento através da concessão de empréstimos e promover a habitação através do financiamento imobiliário.

## Visão geral
As caixas econômicas estão autorizadas a operar todas as transações bancárias e serviços financeiros com todos os grupos de clientes. A definição mostra que o negócio de depósitos e o negócio de empréstimos em particular representam a maior parte do volume de negócios dos bancos de poupança. As transações de pagamento também desempenham um papel importante para os bancos de poupança.
A finalidade operacional, a forma jurídica e os objetivos corporativos dos bancos de poupança variam amplamente internacionalmente.

## Caixas econômicas
As caixas económicas são comuns na maioria dos países:
- Alemanha: Sparkassen
- Áustria: Erste Group
- Brasil: Caixa Econômica Federal
- Bulgária: DSK Bank
- Checoslováquia: Savings banks
- Espanha: Caja de Ahorros
- Estados Unidos: Federal Savings Bank
- Itália: Cassa di Risparmio
- Nova Zelândia: Saving Bank
- Noruega: Sparebank
- Portugal: Caixa Geral de Depósitos
- Reino Unido: Trustee Saving Bank
- Suécia: Saving Bank
- União Soviética: Sberkassa